# Rei dos bretões
O título Rei dos Bretões ou Rei dos Britanos (em galês:  Brenin y Brythoniaid; em latim: Rex Britannorum) era usado (frequentemente retrospectivamente) para se referir a um governante, especialmente aquele que poderia ser considerado o mais poderoso, entre os bretões celtas, tanto antes quanto depois do período da Grã-Bretanha romana até a invasão normanda do País de Gales e a conquista normanda da Inglaterra. Os bretões eram os povos de língua britônica (língua ancestral do galês) do que hoje é o País de Gales, a Inglaterra e o sul da Escócia. Os bretões contribuíram como ancestrais étnicos da população britânica nativa, incluindo os galeses, os córnicos e os escoceses, mas também os bretões.
Durante os períodos normando e plantageneta, apenas o País de Gales (ou partes dele) permaneceu sob o domínio britânico na Grã-Bretanha e o termo "bretões" (Brythoniaid, Britaniaid, Brutaniaid) foi usado na Grã-Bretanha para significar o povo galês (Cymry no galês moderno). Isso, e o poder decrescente dos governantes galeses em relação aos reis da Inglaterra, se reflete na evolução gradual dos títulos pelos quais esses governantes eram conhecidos de "Rei dos Bretões" no século XI a "Príncipe de Gales" no século XIII.

## Lista dos Reis dos Bretões, Reis de Gales, Príncipes de Gales
Os reis anteriores a este período são geralmente considerados reis lendários fictícios da Grã-Bretanha.
- Cassivelauno - 54 a.C.;
- Tasciovano - 20 a.C. – 9 d.C.;
- Cunobelino - 9 – 40;[4]

### Domínio romano (43 a 410 d.C.)
- Tibério Cláudio Cogidubnus / Togodumnus - 40–43. Grande Rei dos Bretões.[5]
- Carataco - 43-50.[6]

### Pós-romano (A partie de 410 d.C.)
- Vortigerno - Meados do século V (por volta de 449);[7]
- Riotamo - Por volta de 469;[8]
- Ambrósio Aureliano - Final do século V. Líder dos Bretões;[9]
- Natanleod - ?-508;[10]
- Desconhecido - Por volta de 545;[11][12]